# Jenny Lewis
Jenny Lewis (født Jennifer Diane Lewis, 8. januar 1976 i Las Vegas, USA) er en amerikansk sanger, musiker og skuespillerinde.
Hun er forsangeren i det amerikanske indieband Rilo Kiley. I 2006 udgav hun sit første soloalbum, Rabbit Fur Coat, i samarbejde med The Watson Twins.
Som barn og ung var hun skuespiller og medvirkede i film som The Wizard, Troop Beverly Hills, Foxfire og Pleasentville. I 2001 kvittede hun skuespillerbranchen til fordel for musikken.
Jenny Lewis er tit involveret i andre pladeproduktioner end hendes egne. Hun arbejder f.eks. ofte med Bright Eyes og The Postal Service. Hun turnerer ofte med Ben Gibbard fra Postal Service/Death Cab for Cutie. 
I 2007 modtog hun "L.A. Pioneer Woman of the Year"-prisen i sit hjemland.
I 2008 udgav hun sit andet soloalbum, Acid Tongue. 
I 2010 indspillede og udgav Lewis et album med sin kæreste, musikeren Johnathan Rice, under navnet Jenny and Johnny. 

## Diskografi

### Med Rilo Kiley
- "The Initial Friend" (1999)
- "Take-Offs and Landings" (2001)
- "The Execution of All Things" (2002)
- "More Adventurous" (2004)
- "Under the Blacklight" (2007)

### Solo
- "Rabbit Fur Coat" (2006) (with The Watson Twins)
- "Acid Tongue" (2008)

### Jenny and Johnny
- "I'm Havin Fun Now" (2010)

### Andre optrædener
- Bright Eyes – "Lifted or The Story is in the Soil, Keep Your Ear to the Ground" (2002 · Saddle Creek)
- Cursive – "The Ugly Organ" (2003, Saddle Creek)
- The Postal Service – "Give Up" (2003, Sub Pop)
- The Good Life – "Album of the Year'" (2004, Saddle Creek)
- Dntel – "Dumb Luck" (2007, Sub Pop)
- Elvis Costello and the Imposters – "Momofuku" (2008, Lost Highway Records)
- Whispertown 2000-"Swim" (2009)